# 楊富 (明鄭)
楊富，明末福建詔安人，為鄭成功的部將，授正兵鎮總兵。
從鄭成功入臺。鄭泰事件後，隨鄭泰之子鄭纘緒，與左虎衛鎮總兵何義、平南將軍顏立勳、參將謝士英、禮官都事陳彭年入泉州降清。